# Next Level Games
Next Level Games, Inc. ist ein kanadisches Entwicklerstudio für Computerspiele mit Sitz in Vancouver, British Columbia.

## Geschichte
Next Level Games wurde im Oktober 2002 gegründet und hat sich auf das Entwickeln von Spielen für Spielkonsolen  spezialisiert. Die erste Veröffentlichung war das Sportspiel NHL Hits Pro für Midway Games. Bekannt wurde es für seine Arbeit für den japanischen Konsolenhersteller Nintendo, für das es drei Spiele entwickelt hat, die in die Nintendo-Selects-Reihe aufgenommen wurden: Mario Strikers Charged Football, Punch Out!! für die Wii und Luigi’s Mansion 2. Abseits von der Zusammenarbeit mit Nintendo entwickelte Next Level hauptsächlich Lizenzspiele zu Filmen (Spider-Man: Friend or Foe, Transformers: Cybertron Adventures, Captain America: Super Soldier) und Softwareumsetzungen von Brettspielen (Ticket to Ride, Jungle Speed).
2008, 2009 und 2011 wurde das Unternehmen als einer der besten Arbeitgeber in der Liste „Canada’s Top 100 Employers“ geführt. Am 9. Januar 2014 gab das Studio bekannt, fortan ausschließlich für Nintendo entwickeln zu wollen. Am 5. Januar 2021 wurde die Übernahme von Next Level Games durch Nintendo bekannt gegeben. Nintendo kaufte 100 % der Firmenanteile auf.

## Spiele
| Jahr | Titel                                  | Plattformen                   |
| ---- | -------------------------------------- | ----------------------------- |
| 2003 | NHL Hitz Pro                           | GameCube, Xbox, PlayStation 2 |
| 2005 | Mario Smash Football                   | GameCube                      |
| 2007 | Mario Strikers Charged Football        | Wii                           |
| 2007 | Spider-Man: Friend or Foe              | Wii, Xbox 360, PlayStation 2  |
| 2008 | Ticket to Ride                         | Xbox 360                      |
| 2009 | Jungle Speed                           | Wii                           |
| 2009 | Punch-Out!!                            | Wii                           |
| 2009 | Doc Louis’s Punch-Out!!                | Wii                           |
| 2010 | Transformers: Cybertron Adventures     | Wii                           |
| 2010 | Tom Clancy’s Ghost Recon               | Wii                           |
| 2011 | Captain America: Super Soldier         | Xbox 360, PlayStation 3       |
| 2013 | Luigi’s Mansion 2                      | Nintendo 3DS                  |
| 2016 | Metroid Prime: Federation Force        | Nintendo 3DS                  |
| 2019 | Luigi’s Mansion 3                      | Nintendo Switch               |
| 2022 | Mario Strikers: Battle League Football | Nintendo Switch               |

Nachfolgend eine Liste von nicht veröffentlichten Spielen, die von Next Level Games entwickelt wurden:
- WWE Titans Parts (Plattform unbekannt)
- Clockwerk (Wii, Xbox 360, PlayStation 3)[8]
- Super Mario Spikers (Wii)